# Trochanter (arthropodes)

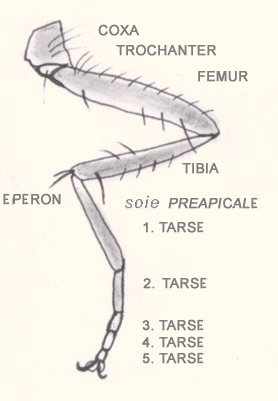
Diagramme d'une patte d'insecte

Le trochanter (prononcé « tro-kan-tèr ») est le deuxième article de la patte des arthropodes et se trouve entre la hanche (ou coxa) et le fémur. Chez certains groupes d'insectes, comme les hyménoptères, il est divisé en deux. 